# Balvenie
The Balvenie est une distillerie de whisky située à Dufftown dans le Banffshire en Écosse, dans la grande région productrice de whisky, le Speyside.
Fondée en 1889 par William Grant, la distillerie appartient toujours à l’entreprise du même nom.

## William Grant
William Grant est né le 19 décembre 1839 dans la maison de son père à Dufftown. À sept ans, il est envoyé dans une ferme sur les rives du fleuve Deveron. Mis en apprentissage chez un cordonnier, William devient comptable à la distillerie de Mortlach en 1866. Immédiatement, il commence à apprendre l'art de la distillation et en peu de temps, il est nommé commis, puis directeur. Après presque vingt ans à Mortlach, William Grant démissionne de son travail à la distillerie et s'achète un champ près du château de Balvenie. Il élabore alors les plans de sa distillerie, dont la première pierre sera posée à l'automne 1886.
William Grant reste actif dans la compagnie jusqu'à sa mort en 1923, à l'âge de 83 ans.

## La production
L'eau utilisée par The Balvenie est issue des sources du Robbie Dubh. Elle dispose d'une cuve de brassage (mash tun) d'une capacité de 10,2 tonnes et de dix cuves de fermentation (wash backs). La distillation s'effectue dans quatre wash stills (deux d'une capacité de 12 729 litres chacun et deux d'une capacité de 9 092 litres chacun) et cinq spirit stills (d'une capacité de 12 729 litres chacun).
The Balvenie produit un single malt classique aux notes de céréales avec des arômes de fruits secs, de miel et de cannelle vendu dans de très nombreuses versions :
- The Balvenie 10 ans Founder’s Reserve ;
- The Balvenie 12 ans DoubleWood ;

- The Balvenie 12 ans "Signature" ;

- The Balvenie 14 ans Roasted Malt ;
- The Balvenie 14 ans "Carribean Cask" ;

- The Balvenie 14 ans "Cuban Cask" ;

- The Balvenie 15 ans Single Barrel ;

- The Balvenie 17 ans Sherry Oak ;

- The Balvenie 17 ans "Peated Cask" (rappelle fortement la version 17 ans "Islay Cask", du début des années 2000) ;

- The Balvenie 17 ans "Madeira Cask" ;

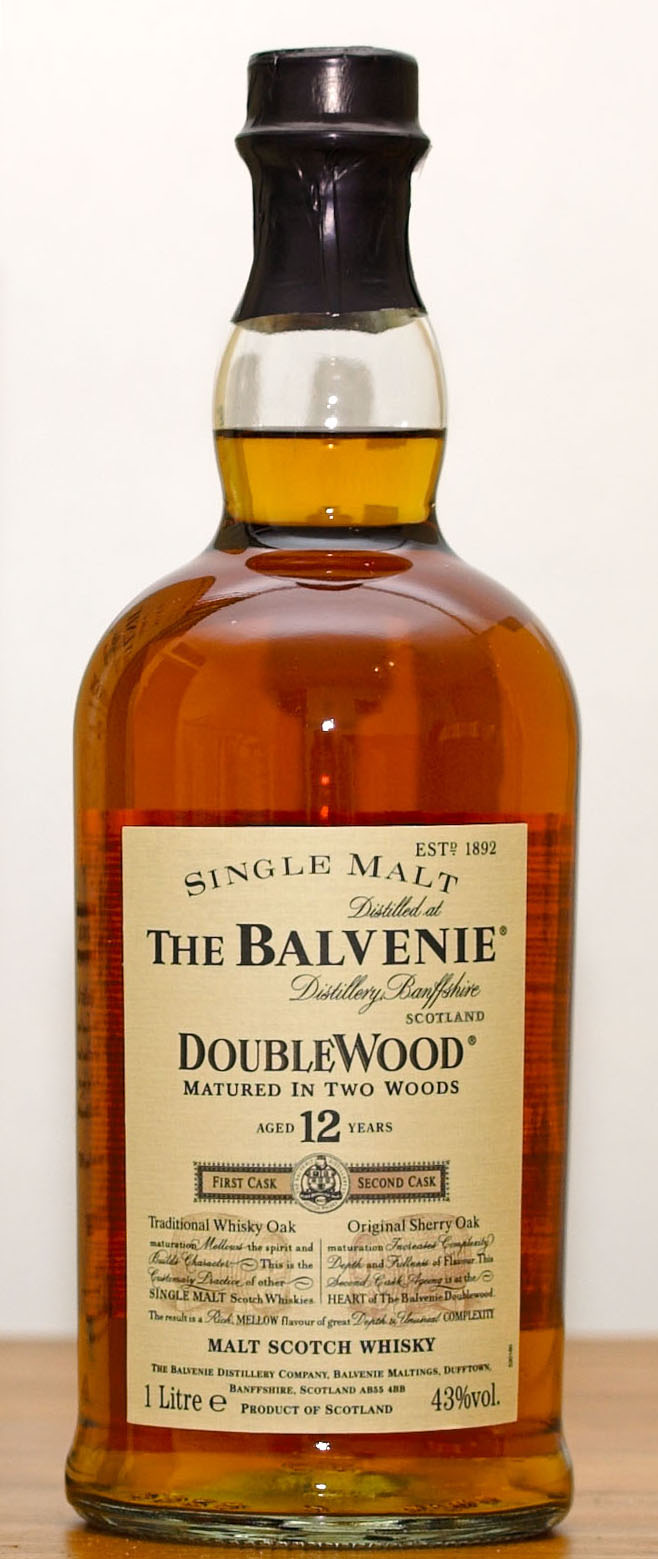
The Balvenie DoubleWood 12 ans

- The Balvenie 17 ans "Rum Cask" ;

- The Balvenie 21 ans PortWood ;

- The Balvenie 30 ans Thirty ;

- The Balvenie 1972 Vintage Cask ;
- The Balvenie 1961 31 ans ;
- The Balvenie 50 ans Cask 191.

## Homonymie

### Balvenie Medal
Balvenie Medal est également le nom d'une distinction honorifique attribuée à un joueur de Great Highland Bagpipe pour son travail envers la diffusion de la musique classique écossaise,. La médaille Balvenie est décernée par le comité Balvenie, lors du championnat du monde de cornemuse écossaise à Glenfiddich, pour reconnaître une contribution de toute une vie à cet instrument :
- 2021 : John Wilson[3]
- 2019 : Anne Spalding[4]
- 2018 : Cristiano Bicudo[5]
- 2017 : Sandy Jones[6]